# Runcu (Gorj)
Runcu é uma comuna romena localizada no distrito de Gorj, na região de Oltênia. A comuna possui uma área de 272.20 km² e sua população era de 5594 habitantes segundo o censo de 2007.